# Scots d'Ulster
Cet article concerne la langue. Pour les Scots d'Ulster en tant que peuple, voir Scots d'Ulster (peuple).
Pour les articles homonymes, voir Scots (homonymie).
Le scots d'Ulster est une variété de la langue scots parlé dans la province d'Ulster (Irlande). Les locuteurs de cette langue l'appellent Scots, Braid Scots ou Scotch ; en anglais elle porte le nom d'Ulster Scots. Depuis l'arrivée des Scots en Irlande au XVe siècle, la langue a été influencée par l'anglais irlandais et l'irlandais. Le scots d'Ulster ne doit pas être confondu avec l'écossais ou l'irlandais, qui sont des langues celtiques.

## Histoire
Les peuples scots ont amené le scots en Irlande du Nord au cours du XVe siècle, mais c'est lors du processus de colonisation connu sous le nom de plantations de l'Ulster, en 1690, que la plupart des Scots sont arrivés.
Certains linguistes considèrent que le scots d'Ulster est une variété du scots et non une langue spécifique. Le scots lui-même peut être considéré comme une variété de l'anglais. Caroline Macafee, l'éditrice du Concise Ulster Dictionary estime que le « scots d'Ulster est un dialecte du scots ». Si l'on adopte le système développé par l'Allemand Heinz Kloss, le scots d'Ulster serait un dialecte national parce qu'il ne diverge pas assez du scots. Le Royaume-Uni a déclaré que le scots d'Ulster, au même titre que le scots, est une langue régionale britannique.
Sarah Leech est l'une des seules femme à avoir écrit et publié de la poésie en scots d'Ulster.

## Exemple

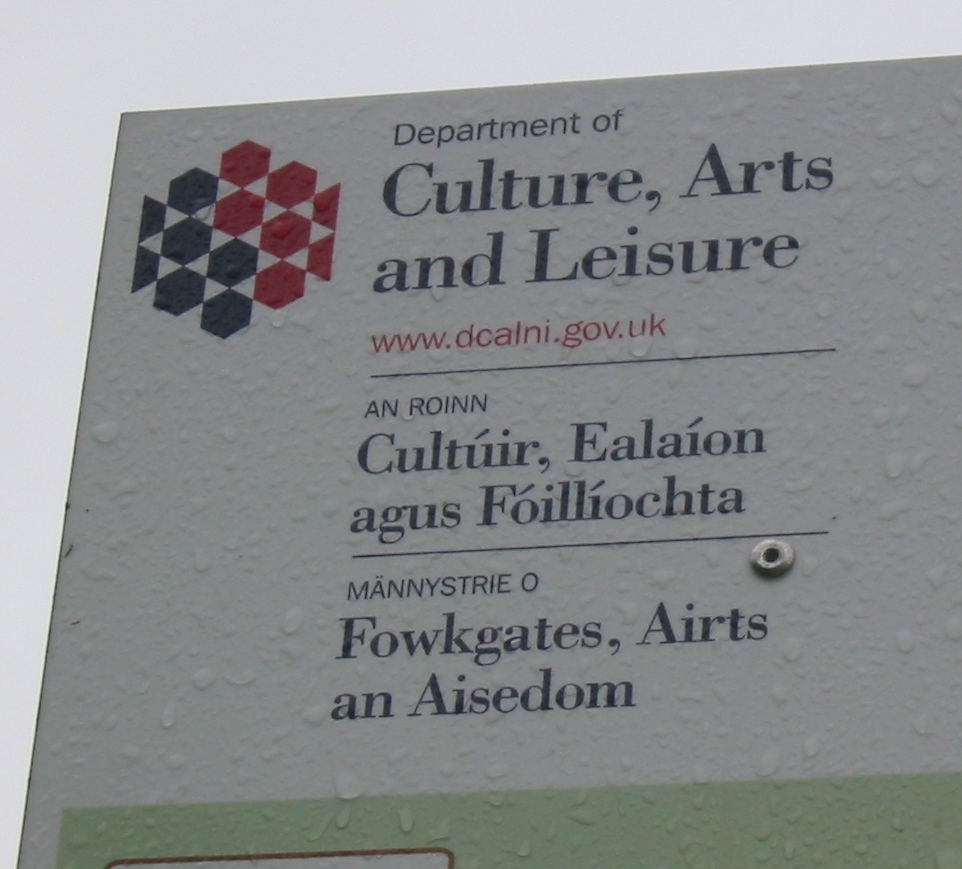
Exemple de signalisation trilingue en anglais, irlandais et scots d'Ulster.

Un exemple dû à l'homme politique Jim Shannon devant l'Assemblée nord-irlandaise :

« Tha bare facts er, that because o’ tha houl bak oan white fishin, an in tryin tae bring bak tha cod stocks, an tha cloasur an no bein alood tae fish in tha Irish Sea. Tha fishermen haeny much chance o’ feedin ther femilies wi’-oot help. Its no that ther lazy, er dinae want tae adapt. But its becaus tha EU er issuin seeminly impaosible tae meet directives. Directives whuch meen that fer 10 weeks tha boats er banned fae fishin, this is 10 weeks that tha femilies o’oor trawlers hae tae pit up wi’oot a wage. Hoo caun this be richt.
Whun thes restrictions wur pit oan tha Scots: ther DARD gien theim tie-up packages tae enable theim tae survive. Sumthin whuch DARD did iver heer fer a wheen o’ yeers, an then they stapt daein it, fer they saed it wus rang an agin tha law, an it wusnae coast effective. »

Traduction proposée :

« Les faits sont qu'en raison de la réduction de la pêche, afin de reconstituer les réserves de morue, et la fermeture de la pêche, et le fait qu'on ne peut plus pêcher dans la mer d'Irlande, les pêcheurs ont peu de chance de nourrir leur famille sans aide. Ce n'est pas qu'ils sont paresseux, ou qu'ils ne veulent pas s'adapter. C'est parce que l'Union européenne donne des impératifs impossibles. Ces impératifs signifient que pendant 10 semaines, les bateaux sont interdits de sortie, cela veut dire 10 semaines pendant lesquelles les familles de pêcheurs doivent survivre sans revenus. Comment cela peut-il être juste ?
Quand ces restrictions ont été imposées aux Écossais, leur Département d'agriculture et développement rural (DARD) leur a donné de l'argent pour survivre, une chose que le DARD a fait ici pendant quelques années, mais a cessé de le faire, affirmant que c'était contre la loi, et que ce n'était pas rentable. »

## Pour aller plus loin
- The Hamely Tongue (2010), documentaire en anglais et gaélique irlandais réalisé par Deaglán O Mocháin.
- The Hamely Tongue: A Personal Record of Ulster-Scots in Country Antrim (1995) de James Fenton, compilation d'expressions et phrases quotidiennes en scots d'Ulster.